# Veretillum vanderbilti
Veretillum vanderbilti is een Pennatulaceasoort uit de familie van de Veretillidae. De wetenschappelijke naam van de soort is voor het eerst geldig gepubliceerd in 1938 door Boone.